# Атълай
„Атълай“ (S-347) (на турски: Atılay) е турска подводница.
Това е първата от подводниците от клас Атълай, построени по програма за модернизиране на подводния флот на Турция, приета в началото на 1970-те години. Програмата предвижда построяване на 6 дизел-електрически подводници с торпедно въоръжение.
Килът на подводницата е положен в края на 1972 г. в корабостроителницата в гр. Кил (столицата на провинция Шлезвиг-Холщайн, Германия). Спусната е на вода на 23 септември 1974 г.
Използва се от ВМС на Турция от 12 март 1976 г. Екипажът се състои от 39 души.